# Gyňov
Gyňov é um município da Eslováquia, situado no distrito de Košice-okolie, na região de Košice. Tem 5,38 km² de área e sua população em 2018 foi estimada em 677 habitantes.

## Demografia
| Ano:        | 1994 | 2004   | 2014   | 2024    |
| ----------- | ---- | ------ | ------ | ------- |
| Broj ljudi: | 584  | 564    | 617    | 689     |
| Razlika:    |      | -3,42% | +9,39% | +11,66% |

| Ano:               | 2023 | 2024   |
| ------------------ | ---- | ------ |
| Número de pessoas: | 683  | 689    |
| Diferença:         |      | +0,87% |